# Citrus Heights
Citrus Heights är en stad (city) i Sacramento County, i delstaten Kalifornien, USA. Enligt United States Census Bureau har staden en folkmängd på 84 330 invånare (2011) och en landarea på 36,9 km².